# Aloys al II-lea, Prinț de Liechtenstein
Aloys al II-lea, Prinț de Liechtenstein, născut Aloys Maria Joseph Johann Baptista Joachim Philipp Nerius  (n. 26 mai 1796, Viena, Monarhia Habsburgică – d. 12 noiembrie 1858, Q56413925⁠(d), Moravia de Sud⁠(d), Cehia), a fost Prinț suveran de Liechtenstein între 1836 și 1858. A fost fiul lui Johann I Joseph, Prinț de Liechtenstein (1802–1887) și a soției acestuia, Josepha de Fürstenberg-Weitra. A fost nepot al lui Aloys I și tatăl lui Johann al II-lea, Prinț de Liechtenstein și al lui Franz I, Prinț de Liechtenstein. Alois a contribuit activ la dezvoltarea economică și politică a Liechtenstein.